# Macronycteris vittata
Macronycteris vittata is een zoogdier uit de familie van de bladneusvleermuizen van de Oude Wereld (Hipposideridae). De wetenschappelijke naam van de soort werd voor het eerst geldig gepubliceerd door Peters in 1852.

## Voorkomen
De soort komt voor in Angola, Botswana, de Centraal-Afrikaanse Republiek, Congo-Kinshasa, Ethiopië, Guinee, Kenia, Malawi, Mozambique, Namibië, Nigeria, Somalië, Zuid-Afrika, Tanzania, Zambia en Zimbabwe.